# 华中科技大学同济医学院公共卫生学院
华中科技大学同济医学院公共卫生学院（School of Public Health, Tongji Medical College, Huazhong University of Science and Technology）的前身是1976年设立的同济医学院预防医学系，1999年更名为同济医学院公共卫生学院，2000年同济医科大学与华中理工大学合并，公共卫生学院成为华中科技大学下设的二级院系。学院现设有公共卫生与预防医学一级学科博士点和一级学科硕士点、博士后流动站，在中国教育部2012年公布的一级学科评估中排名第1，是中国一级学科重点学科。